# Bacchisa pouangpethi
Bacchisa pouangpethi är en skalbaggsart som beskrevs av Stefan von Breuning 1963. Bacchisa pouangpethi ingår i släktet Bacchisa och familjen långhorningar.
Artens utbredningsområde är Laos. Inga underarter finns listade.